# Tuberkelkrankheit
Die Tuberkelkrankheit wird durch den Erreger Pseudomonas syringae subsp. savastanoi pv. oleae (ursprüngliche Bezeichnung Bacillus oleae nach PETRI) verursacht und ist eine bakterielle Krankheit, die an Olivenbäumen (Olea europaea) auftreten kann.

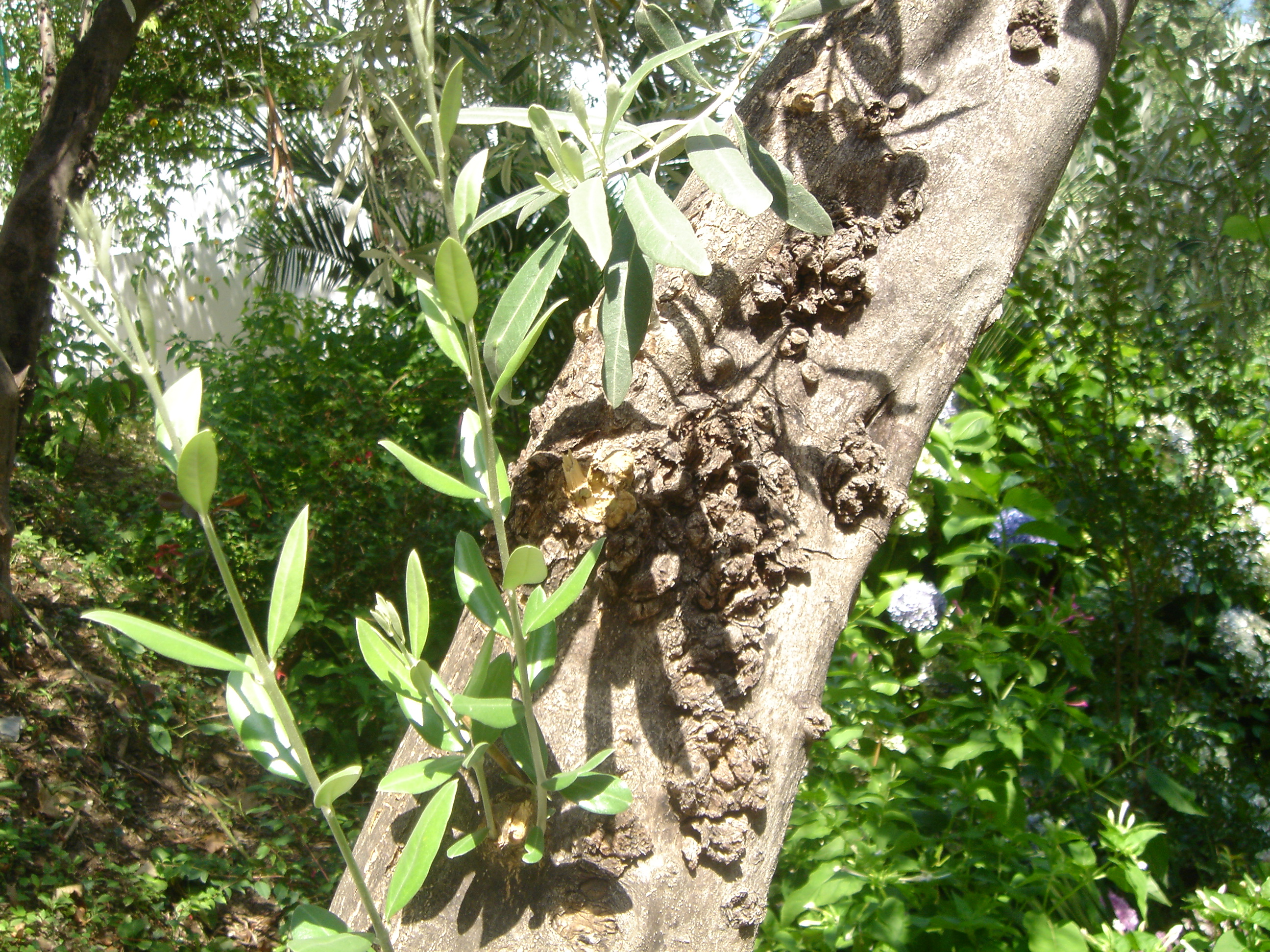
Typisches Schadensbild

Sie verursacht extreme Wucherungen, die als Baumkrebs bezeichnet werden und zum Absterben von Zweigen und Ästen sowie einer Minderung von Qualität und Menge der Ernte führen.

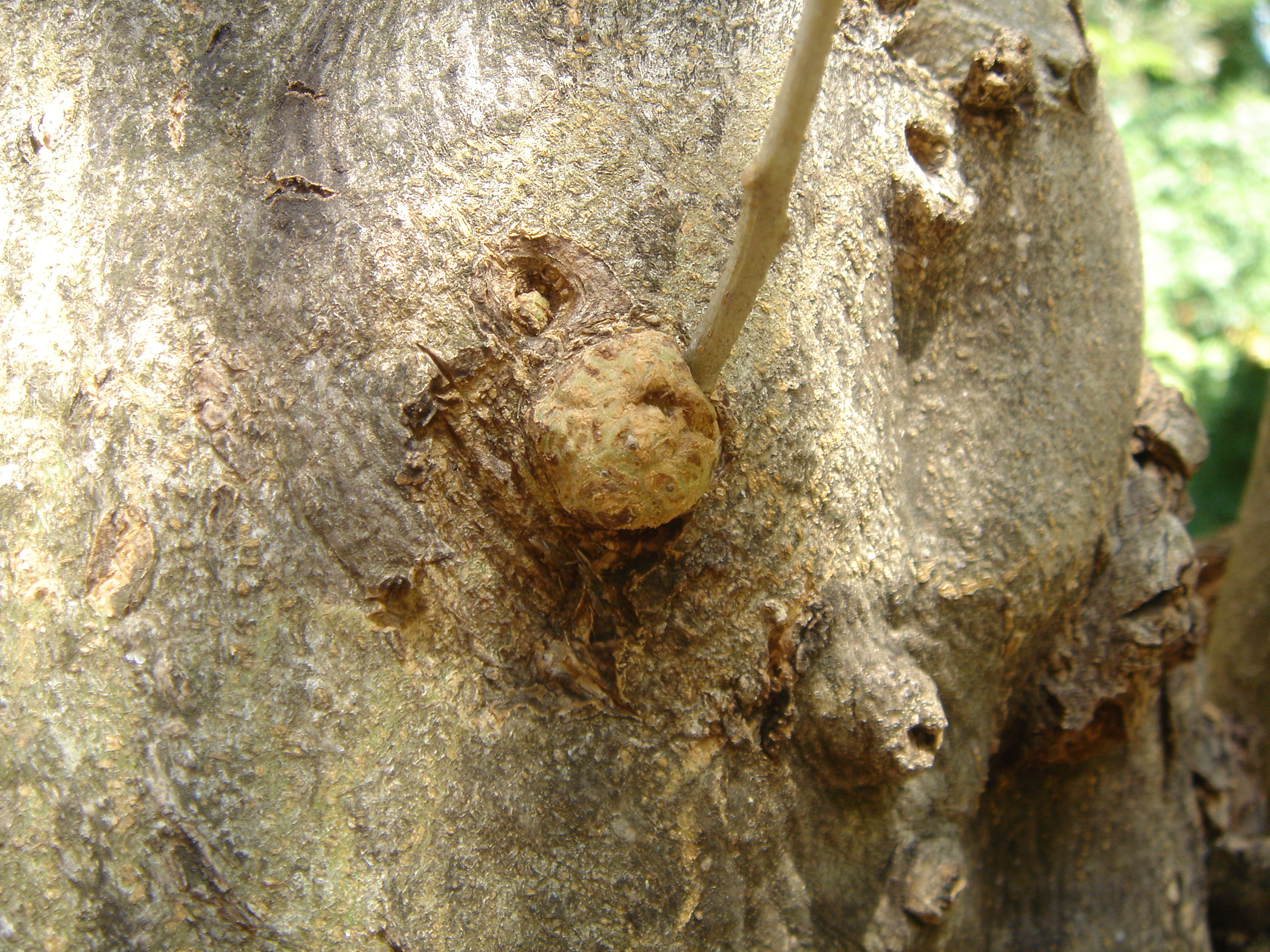
Frische Wucherung am Olivenbaum

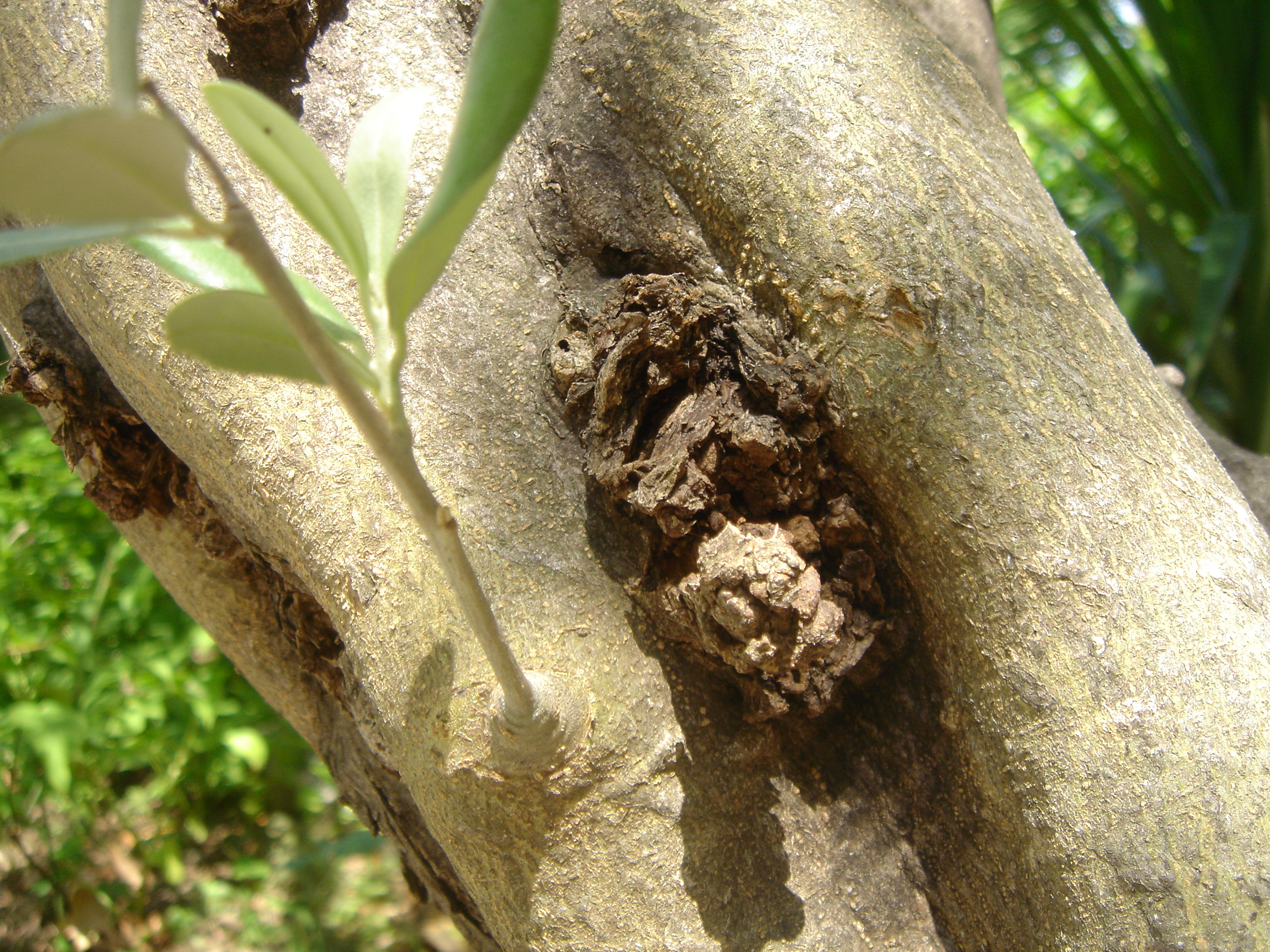
Aufgeplatzte Wucherung am Olivenbaum

Die Krankheit wurde bereits von Theophrastos von Eresos (ca. 300 v. Chr.) an Olivenbäumen beschrieben. 1886 wurden die Wucherungen erstmals mit Bakterien in Zusammenhang gebracht. Sie wird übertragen durch die Olivenfliege (Dacus oleae). Das Bakterium kommt im Darm der Fliege vor und wird während der Eiablage übertragen. Die Infektion erfolgt im Frühjahr, aber auch im Herbst durch feine Risse, Verletzungen oder Frostschäden, und zwar an Blättern und allen verholzenden Pflanzenteilen einschließlich der Wurzeln. Die Infektion wird auch durch unsachgemäßen Baumschnitt ausgelöst, im Extremfall durch Entfernen der Zellwucherungen mit der Kettensäge. Alle Werkzeuge sollten beim Baumschnitt regelmäßig mit aggressiven Desinfektionsmitteln behandelt werden.
Die Bakterien lösen verstärktes Zellwachstum (Hyperplasie) und Zellvergrößerungen (Hypertrophie) aus. Es bilden sich kirsch- bis walnussgroße Knoten, die später aufplatzen. Danach stirbt das Gewebe der Zellwucherungen ab. Die Bakterien überdauern in den Knoten, werden schließlich ausgewaschen und könne neue Infektionen verursachen.
Die Verbreitung der Krankheit kann durch Bekämpfung der Olivenfliege sowie Rückschnitt und Vernichtung der befallenen Pflanzenteile zurückgedrängt werden. Letztere Maßnahme ist bei starkem Befall aber kaum möglich.
Die Krankheit kommt mit ähnlichem Schadensbild auch am Oleander vor (P. syringae subsp. savastanoi pv. nerii).